# Języki wschodniogermańskie
Języki wschodniogermańskie – grupa wymarłych języków indoeuropejskich z germańskiej rodziny językowej. Jedyny wschodniogermański język znany z tekstów to gocki. Inne języki z tej grupy to wandalski i burgundzki.
Uważa się, że plemiona wschodniogermańskie opuściły Skandynawię i osiedliły się nad Odrą i Wisłą w latach 600–300 p.n.e., skąd w latach około 300–500 n.e., w czasie wielkiej wędrówki ludów, wyruszyły w głąb Cesarstwa Rzymskiego.
Język gocki był w użyciu na Krymie do XVIII wieku.